# Roberto Rojas
Roberto Antonio Rojas Saavedra (Providencia, Santiago, 8 de agosto de 1957) es un exfutbolista, preparador de arqueros y entrenador de fútbol chileno.
Jugó como portero en clubes de Chile y Brasil, siendo uno de los principales arqueros chilenos en la historia. La Federación Internacional de Historia y Estadística de Fútbol lo ubicó como el 12.º mejor arquero sudamericano del siglo XX. Fue el capitán de la selección chilena, con la cual fue el mejor guardameta en la Copa América de 1987 y protagonizó el incidente conocido como Maracanazo en 1989.

## Trayectoria
Su familia vivía en una casa al interior del recinto comprendido por el estadio San Luis, cancha dependiente del Hospital del Salvador. Su madre María Saavedra se desempeñaba como lavandera, mientras que su padre se desempeñaba como cuidador de dicho lugar, donde Rojas pasó gran parte de su infancia y juventud practicando atajadas a remates ejecutados por sus amigos del barrio. Estudio en la Escuela N.º 104, en donde también jugó baloncesto. 
En 1975, participó en el Campeonato de Campeones, defendiendo los colores de Unión Santa Fe de Vicuña Mackenna. Uno de los gerentes de Deportes Aviación, simpatizante de dicho club amateur, al verlo jugar lo ofreció una prueba en su equipo, la cual pasó, siendo ascendido rápidamente al primer equipo al año siguiente, quedando como tercer arquero. Anteriormente, había quedado en las divisiones inferiores de Audax Italiano como puntero derecho, no pudiendo quedarse debido a las distancia que debía recorrer para los entrenamientos.
En 1976, a los dieciséis años tuvo la oportunidad de debutar como profesional,en un empate a 3 goles ante Deportes Antofagasta. El joven arquero llamó la atención por la velocidad y poder de sus piernas, un gran saque con los pies y excelentes reflejos, que le permitían llegar a los ángulos. 
En 1981 comenzaron los rumores de disolución del equipo aviático, debido a la Crisis económica que explotaría en Chile el siguiente año, siendo ofrecido a Universidad de Chile, rechazando Rojas el traspaso. Al año siguiente, ya disuelto Aviación, fue nuevamente rechazado por el equipo laico, cuyo entrenador Fernando Riera señaló tener el puesto cubierto con Jaime Tejeda, el arquero del futuro. Rojas firmó por Colo-Colo, dirigido por Pedro García con quien ya había compartido en la selección juvenil de 1979, como reemplazante de Miguel Ángel Leyes.
En un comienzo, llegó como suplente de Mario Osbén, titular indiscutido del arco albo y de la selección chilena; sin embargo, debido a la preparación de la selección chilena con vistas al Mundial de España, Rojas fue el arquero titular en la Copa Polla Gol 1982 que coronó a los albos como campeones. Tras el regreso de los seleccionados nacionales para el segundo semestre, Rojas perdería el puesto ante Osbén, recuperándolo tras una lesión del titular.
Como titular, se coronó campeón de la Primera División de 1983. A fines de 1985, sin renovar su contrato, fue tentado por Cobreloa, sin embargo renovó su contrato con el equipo albo, siendo Osbén quien firmó por el equipo calameño.
Ya consolidado como capitán y emblema del equipo albo, en 1986 arriba Arturo Salah a la banca alba. Tras un horrible comienzo en la Copa Polla LAN Chile 1986, en el torneo oficial se lograron coronar como campeones tras derrotar en un partido de definición ante Palestino.
Su agilidad física y mental, junto con su elasticidad y visión de juego, le elevaban a planos increíbles al defender la portería manoteando balones que llevaban claro destino de red y ordenando y dirigiendo la defensa, compartiendo liderazgo con el defensa central Fernando Astengo. Rojas comenzaba a destacar como uno de los mejores porteros a nivel mundial, siendo nombrado como el mejor arquero de Sudamérica. Su fama subía y comenzaban las especulaciones sobre el supuesto interés de parte de importantes clubes como Atlético Madrid y Real Madrid de España. En esa época, el belga Michel Preud’homme, considerado el mejor portero de Europa, dijo: «(Roberto) Rojas es todavía mejor que yo».
Tras su gran actuación en la Copa América 1987,  y además de una gran Copa Libertadores 1987, es transferido al São Paulo de Brasil, por la suma de quinientos mil dólares. Llegando como suplente de Gilmar, le logró ganar el puesto de titular, hasta 1989.
Luego de su suspensión, tras pasar premuras económicas y años de desempleo, en 1993 el entrenador Telê Santana lo invitó a trabajar como formador de arqueros en el São Paulo y destacó Rogério Ceni, el portero más goleador en la historia del fútbol con 131 tantos, al incitarlo a practicar penaltis y tiros libres para que desarrollase su juego con los pies. En 2001, fue amnistiado por la FIFA. En 2003, se desempeñó como director técnico del club paulista, llegando a las semifinales de la Copa Sudamericana. Posteriormente, trabajó para el Sport Club do Recife. Actualmente, se encuentra radicado en Brasil.

### Homenajes
Volvió a jugar en 2003, durante el partido de despedida de Iván Zamorano, siendo ovacionado por el público. En 2013, fue realizado en el Estadio Monumental un partido a beneficio para costear su trasplante de hígado entre Colo-Colo y estrellas del fútbol chileno, donde jugó algunos minutos, y finalizó 2-7.

## Controversias

### Pasaportes falsos
Rojas fue miembro de la selección chilena sub-20 en el Campeonato Sudamericano Sub-20 de 1979, en el cual la selección chilena, en un ardid planeado por el entrenador Pedro García, miembros de la dictadura militar y del Registro Civil, participó con pasaportes adulterados, permitiendo que casi la totalidad del plantel superara el límite de edad del torneo, de 19 años y 6 meses, lo que terminó con casi la totalidad del plantel recluido en la cárcel por algunos días y condenas a quienes participaron del ilícito, como el entrenador de dicha selección, Pedro García.

### Dopaje
El 17 de junio de 1984, Rojas, junto con su compañero de selección Juan Carlos Hernández, da positivo en un control de dopaje tras un partido amistoso entre la selección chilena y la selección inglesa, por lo que no pudo formar parte del plantel que luego participó en los Juegos Olímpicos de 1984. Rojas indicó el porqué del positivo: «Me puse dos inyecciones de Decadurabolín (un anabólico sintético), hubo un control de dopaje y avisé a los médicos del Comité Olímpico, que me dijeron que no me preocupara porque solo se trataba de una prueba. Las muestras fueron enviadas a España, salió el positivo y por eso me perdí los Juegos Olímpicos de Los Ángeles 1984». Rojas se inyectó un anabólico para evitar el dolor de una fractura generada tras un choque con Hugo Rubio en un partido entre Colo-Colo vs Cobreloa.

### Polémicas por premios
En la víspera de la Copa América 1987, Rojas lideró la comisión negociadora de premios para la selección por dicho torneo, la que no podía llegar a un consentimiento en cuanto al monto de estos. La polémica llegó a tal punto que los seleccionados amenazaron con no presentarse al primer partido de la Copa, dado que los dirigentes no respondieron satisfactoriamente las demandas económicas. Mientras tanto, los dirigentes acusaron a Rojas y a miembros del plantel de estar coludidos para generar conflictos, puesto que estos formaban parte de equipos contrarios a la gestión del presidente de la entonces ACF, Miguel Nasur. A tal punto llegó el conflicto que Nasur, quién arribó al hotel donde concentraba la selección a última hora tras los seleccionados negarse a negociar con el tesorero de la ANFP, en un arrebato, se puso de pie exclamando: «Nos devolvemos todos para Chile». Tras intervención de otros dirigentes, Rojas dejó la comisión negociadora, siendo reemplazado por el arquero suplente Mario Osbén, quien llegó rápidamente a un acuerdo con la dirigencia, a falta de seis horas para el debut de Chile ante Venezuela.
Con vistas a las eliminatorias para Italia 1990, nuevamente negoció los premios de los seleccionados nacionales, esta vez con el presidente Sergio Stoppel. Tras una tensa conversación, Rojas fue reemplazado en las negociaciones por Óscar Wirth, quien lanzó un ultimatúm al dirigente, exigiendo 20 millones de pesos. Tras gestiones desesperadas, el dirigente chileno logró obtener 18,5 millones, cerrando la negociación.
El 8 de agosto de 1989, sesionó el directorio de la ANFP, resolviendo que una vez terminada la eliminatoria, Rojas sería apartado de la selección.

### Maracanazo
Rojas fue protagonista principal del Maracanazo de la selección chilena. La Roja jugaba su partido de vuelta frente a Brasil en un encuentro válido por las eliminatorias para el Mundial de Italia 90. Con un clima ya caldeado por el partido de ida en Santiago, que inclusive hizo que Chile perdiera su localía y tuviera que enfrentar a Venezuela jugando de local en Mendoza, se llegó al último partido. A Brasil le bastaba con un empate para clasificar para el Mundial, mientras que a Chile solo le servía una victoria debido a que los brasileños contaban con una mejor diferencia de goles. Cuando Chile iba perdiendo 1-0, y aprovechando el lanzamiento de una bengala, Rojas se infligió un corte en el rostro para simular un ataque de los hinchas brasileños. Esto derivó en la suspensión del partido, ya que Chile, comandado por el segundo capitán, Fernando Astengo, se retiró de la cancha por «falta de garantías». Tras una corta investigación de parte, tanto de la FIFA como Conmebol, se logró corroborar que Rojas mintió y que todo formaba parte de una conspiración de la selección chilena de fútbol y sus directivos para forzar un tercer partido en cancha neutral o hasta descalificar a Brasil de la eliminatoria. Luego de comprobarse el intento de fraude, Rojas fue marginado a perpetuidad de las canchas de fútbol (castigo del cual fue indultado en 2001) con cuarenta y cuatro años de edad. La FIFA, además, dejó a la selección nacional descalificada del Mundial de Estados Unidos 94. Luego de la sentencia, Rojas terminó por confesar el engaño al medio chileno La Tercera el 25 de mayo de 1990.
El portero indicó que todo había nacido como una broma de Orlando Aravena, y que el plan había sido ideado con ayuda de Fernando Astengo y Alejandro Koch. Tras su confesión, Rojas vivió años difíciles en Chile, donde se le hizo un juicio social y tuvo dificultades para encontrar trabajo, ante lo cual terminó emigrando a Brasil para ejercer como preparador de arqueros del São Paulo, gracias a Telê Santana.

## Selección nacional
Formó parte de selecciones juveniles de Chile durante la década de los 70', mas fue nominado por primera vez por la selección chilena adulta en 1982. Tras una disputa por la titularidad con Marco Cornez, se hizo con autoridad del arco de la Roja en 1983. En el arco de la selección, realizó las mejores actuaciones de su carrera, en las clasificatorias de México 86, Copa América 1987 y eliminatorias de Italia 90.
Fue portero, capitán y figura de la selección chilena subcampeona de la Copa América 1987 disputada en Argentina, siendo muy destacado su rendimiento sobre todo en la victoria del cuadro chileno por 4 goles a 0 ante Brasil.
El 3 de septiembre de 1989, protagonizó el Maracanazo de la selección chilena. La Roja jugaba su partido de vuelta frente a Brasil en un encuentro válido por las eliminatorias para el Mundial de Italia 90. Su participación le significó un castigo a perpetuidad, que fue revertido en 2001. Este fue el último partido oficial en la carrera de Rojas.

### En Copas América
| Torneo                 | Sede                   | Resultado              | Partidos |
| ---------------------- | ---------------------- | ---------------------- | -------- |
| Copa América 1983      | Sin Sede               | Primera ronda          | 3        |
| Copa América 1987      | Argentina              | Subcampeón             | 4        |
| Copa América 1989      | Brasil                 | Primera ronda          | 3        |
| Total en Copas América | Total en Copas América | Total en Copas América | 10       |

### En eliminatorias sudamericanas
| Eliminatorias                     | Equipo                            | Resultado                         | Partidos |
| --------------------------------- | --------------------------------- | --------------------------------- | -------- |
| Eliminatorias Sudamericanas 1986  | Chile                             | Eliminado                         | 8        |
| Eliminatorias Sudamericanas 1990  | Chile                             | Descalificado                     | 4        |
| Total en procesos clasificatorios | Total en procesos clasificatorios | Total en procesos clasificatorios | 12       |

## Clubes

### Como jugador
| Club              | País   | Año       |
| ----------------- | ------ | --------- |
| Deportes Aviación | Chile  | 1975-1981 |
| Colo-Colo         | Chile  | 1982-1987 |
| São Paulo         | Brasil | 1987-1989 |

### Como entrenador
| Club         | País     | Año  |
| ------------ | -------- | ---- |
| São Paulo    | Brasil   | 2003 |
| Ituiutaba    | Brasil   | 2007 |
| Guaraní      | Paraguay | 2007 |
| Sport Recife | Brasil   | 2009 |

## Palmarés

### Como jugador

#### Campeonatos regionales
| Título              | Equipo    | Estado    | Año  |
| ------------------- | --------- | --------- | ---- |
| Campeonato Paulista | São Paulo | São Paulo | 1987 |
| Campeonato Paulista | São Paulo | São Paulo | 1989 |

#### Campeonatos nacionales
| Título           | Equipo    | País  | Año  |
| ---------------- | --------- | ----- | ---- |
| Copa Chile       | Colo-Colo | Chile | 1982 |
| Primera División | Colo-Colo | Chile | 1983 |
| Copa Chile       | Colo-Colo | Chile | 1985 |
| Primera División | Colo-Colo | Chile | 1986 |